# Кеттвигер-Зе
Кеттвигер-Зе (нем. Kettwiger See) — водохранилище на реке Рур в южной части города Эссен в одноименном районе (федеральная земля Северный Рейн-Вестфалия). Водохранилище было построено в 1940—1950 годах Рурским Союзом. Авторы проекта — Хьюго Франц и Вильгельм Фрике. Кеттвигер-Зе расположено на 6 км ниже по течению, чем Бальденайзе и является одним из наименьших водохранилищ на Руре.
Водохранилище Кеттвигер-Зе является тематическим пунктом «Путь индустриальной культуры» Рурского региона.

## Технические данные
- Ширина шлюза — 6 м
- Высота шлюза — 6,2 м
- Длина шлюза — 42,1 м
- Максимальная масса проходящих судов — 300 т
- Тип гидрогенераторов — турбина Каплана
- Количество и мощность гидрогенераторов — 3×1,77 МВт
- Среднегодовая выработка — 16 млн кВт•ч
- Объём водохранилища — 1,42 млн м³
- Мощность обратного насоса — 588 кВт (Обратный насос предназначен для возвращения воды в направлении Бальденайзе в целях обеспечения водоснабжения в засушливые периоды)
- Максимальный объём обратного потока — 6000 л/с[1]

## Примечание
1. ↑  Страница плотины Кеттвиг (нем.). en.structurae.de. Дата обращения: 14 декабря 2019.